# 578 Happelia
578 Happelia је астероид главног астероидног појаса. Приближан пречник астероида је 69,29 km,
а средња удаљеност астероида од Сунца износи 2,751 астрономских јединица (АЈ).
Инклинација (нагиб) орбите у односу на раван еклиптике је 6,150 степени, а орбитални период износи 1666,967 дана (4,563 године). Ексцентрицитет орбите астероида износи 0,194.
Апсолутна магнитуда астероида износи 9,20 а геометријски албедо 0,076.
Астероид је откривен 1. новембра 1905. године.